# Lophotaspis margaritiferae
Lophotaspis margaritiferae är en plattmaskart som först beskrevs av Arthur Everett Shipley och Hornell 1904.  Lophotaspis margaritiferae ingår i släktet Lophotaspis och familjen Aspidogastridae. Inga underarter finns listade i Catalogue of Life.